# Al Harrington
Albert "Al" Harrington (Orange, New Jersey, 17. veljače 1980.) američki je profesionalni košarkaš. Igra na poziciji krilnog centra, a može igrati i nisko krilo. Trenutačno je član NBA momčadi New York Knicksa. Izabran je u 1. krugu (25. ukupno) NBA drafta 1998. od strane Indiana Pacersa.

## NBA karijera

### Indiana Pacers
Nakon završetka srednje škole, Harrington se odlučio prijaviti na NBA draft te je, u dobi od 18 godina, izabran kao 25. izbor NBA drafta 1998. od strane Indiana Pacersa. U prve tri sezone u dresu Pacersa, Harrington je imao vrlo malu minutažu, ali u sezoni 2000./01. Harrington je dobio veću minutažu te je prosječno postizao 13.1 poena i 6.3 skokova po utakmici. Međutim, tijekom utakmice s Boston Celticsima, Harrington je ozljedio koljeno te je bio prisiljen propustiti posljednjih 38 utakmica sezone. Iduće sezone, Harrington je odigrao 82 utakmice, od toga startajući u njih 37, te je prosječno postizao 12.2 poena i 6 skokova. U sezoni 2003./04. Harrington igra sve bolje te prosječno postiže 13.3 poena i 6.4 skokova po utakmici što mu donosi drugo mjesto, iza Antawna Jamisona, u poretku za šestog igrača godine. Te iste sezone bio je, uz Reggiea Millera i Jermainea O'Neala, važan dio momčadi u ostvarivanju prvog finala Istočne konferencije nakon 2000. godine.

### Atlanta Hawks
15. srpnja 2004. Harrington je mijenjan u Atlanta Hawkse u zamjenu za Stephena Jacksona. Dolaskom u Hawkse, Harrington je konačno postao članom startne petorke, ali Hawksi nisu uspjeli ostvariti doigravanje.

### Povratak u Pacerse
Nakon završetka sezone 2005./06. Harrington je postao slobodan igrač, a momčadi poput Miami Heata i Golden State Warriorsa bile su najviše zainteresirane za njegove usluge. Pretpostavljalo se da će Harrington potpisati za Miami putem sign and tradea, ali je Harrington otpustio svog menadžera te je time potpisivanje za Miami propalo. 22. kolovoza 2006. Harrington je ipak potpisao za Indiana Pacerse, a putem Atlante otišao je izbor prvog kruga na NBA draftu 2007. godine. Potpisivanjem ugovora, Harrington je uzeo i novi broj 32, dok je "njegov" broj 3 već bio rezerviran od strane Šarūnasa Jasikevičiusa.

### Golden State Warriors
17. siječnja 2007. Harrington je mijenjan u Golden State Warriorse zajedno sa Stephenom Jacksonom, Šarūnasom Jasikevičiusom i Joshom Powellom u zamjenu za Troya Murphya, Mikea Dunleavya, Ikea Diogua i Keitha McLeoda.

### New York Knicks
21. studenog 2008. Harrington je mijenjan u New York Knickse u zamjenu za Jamala Crawforda. 

## NBA statistika

### Regularni dio
| Godina    | Klub         | Odig. uta. | Uta. poč. | Min. | 2P%  | 3P%  | Sl. bac.% | Skok. | Asist. | Ukr. lop. | Blok. | Poena |
| --------- | ------------ | ---------- | --------- | ---- | ---- | ---- | --------- | ----- | ------ | --------- | ----- | ----- |
| 1998./99. | Indiana      | 21         | 0         | 7.6  | .321 | .000 | .600      | 1.9   | .2     | .2        | .1    | 2.1   |
| 1999./00. | Indiana      | 50         | 0         | 17.1 | .458 | .235 | .703      | 3.2   | .8     | .5        | .2    | 6.6   |
| 2000./01. | Indiana      | 78         | 38        | 24.3 | .444 | .143 | .656      | 4.9   | 1.7    | .8        | .2    | 7.5   |
| 2001./02. | Indiana      | 44         | 1         | 29.8 | .475 | .333 | .799      | 6.3   | 1.2    | .9        | .5    | 13.1  |
| 2002./03. | Indiana      | 82         | 37        | 30.1 | .434 | .283 | .770      | 6.2   | 1.5    | .9        | .4    | 12.2  |
| 2003./04. | Indiana      | 79         | 15        | 30.9 | .463 | .273 | .734      | 6.4   | 1.7    | 1.0       | .3    | 13.3  |
| 2004./05. | Atlanta      | 66         | 66        | 38.6 | .459 | .216 | .672      | 7.0   | 3.2    | 1.3       | .2    | 17.5  |
| 2005./06. | Atlanta      | 76         | 76        | 36.6 | .452 | .346 | .694      | 6.9   | 3.1    | 1.1       | .2    | 18.6  |
| 2006./07. | Indiana      | 36         | 36        | 33.6 | .458 | .458 | .713      | 6.3   | 1.4    | .7        | .3    | 15.9  |
| 2006./07. | Golden State | 42         | 42        | 32.3 | .456 | .417 | .681      | 6.4   | 2.3    | .9        | .3    | 17.0  |
| 2007./08. | Golden State | 81         | 59        | 27.0 | .434 | .375 | .774      | 5.4   | 1.6    | .9        | .2    | 13.6  |
| 2008./09. | Golden State | 5          | 5         | 33.2 | .329 | .393 | .500      | 5.6   | 2.0    | 1.4       | .0    | 12.4  |
| 2008./09. | New York     | 68         | 51        | 35.0 | .446 | .362 | .804      | 6.3   | 1.4    | 1.2       | .3    | 20.7  |
| Ukupno    |              | 728        | 426       | 29.9 | .449 | .359 | .726      | 5.8   | 1.8    | .9        | .2    | 13.8  |

### Doigravanje
| Godina    | Klub         | Odig. uta. | Uta. poč. | Min. | 2P%  | 3P%  | Sl. bac.% | Skok. | Asist. | Ukr. lop. | Blok. | Poena |
| --------- | ------------ | ---------- | --------- | ---- | ---- | ---- | --------- | ----- | ------ | --------- | ----- | ----- |
| 2000./01. | Indiana      | 3          | 0         | 13.3 | .154 | .000 | .500      | 1.3   | 1.0    | .0        | .0    | 1.7   |
| 2002./03. | Indiana      | 6          | 0         | 17.2 | .212 | .000 | .667      | 3.7   | .8     | 1.0       | .5    | 3.0   |
| 2003./04. | Indiana      | 16         | 2         | 26.7 | .429 | .400 | .545      | 6.4   | .8     | 1.4       | .6    | 9.5   |
| 2006./07. | Golden State | 11         | 5         | 23.8 | .398 | .395 | .633      | 4.6   | .5     | .4        | .6    | 10.2  |
| Ukupno    |              | 36         | 7         | 23.1 | .380 | .347 | .581      | 5.0   | .7     | .9        | .5    | 8.0   |

## Vanjske poveznice
- Službena stranica  Arhivirana inačica izvorne stranice od 26. veljače 2010. (Wayback Machine)
- Profil na NBA.com
- Profil  Arhivirana inačica izvorne stranice od 10. travnja 2010. (Wayback Machine) na Basketball-Reference.com